# Mount Mummery
Mount Mummery är ett berg i Kanada.   Det ligger i provinsen British Columbia, i den centrala delen av landet, 3 100 km väster om huvudstaden Ottawa. Toppen på Mount Mummery är 3 299 meter över havet, eller 151 meter över den omgivande terrängen. Bredden vid basen är 0,86 km.
Terrängen runt Mount Mummery är huvudsakligen bergig, men norrut är den kuperad. Trakten runt Mount Mummery är nära nog obefolkad, med mindre än två invånare per kvadratkilometer.. Det finns inga samhällen i närheten. 
Trakten runt Mount Mummery är permanent täckt av is och snö.